# Dagmara Wozniak
Dagmara Wozniak (* 1. Juli 1988 in Breslau, Polen) ist eine US-amerikanische Säbelfechterin.

## Erfolge
Dagmara Wozniak gewann bei Panamerikameisterschaften sieben Mal mit der Mannschaft den Titel. Im Einzel sicherte sie sich ab 2010 zwei Silber- und drei Bronzemedaillen, ehe sie 2018 erstmals Panamerikameisterin wurde. Ebenso gewann sie Gold im Mannschaftswettbewerb der Panamerikanischen Spiele 2011 in Guadalajara und wiederholte diesen Erfolg auch 2015 in Toronto. Zudem sicherte sie sich Gold im Einzel. 2014 wurde sie in Kasan mit der Mannschaft Weltmeisterin und gewann darüber hinaus zwischen 2011 und 2015 bei Weltmeisterschaften drei Bronzemedaillen. Wozniak nahm an zwei Olympischen Spielen teil: 2012 belegte sie in London den achten Rang. Bei den Olympischen Spielen 2016 in Rio de Janeiro schloss sie die Einzelkonkurrenz auf dem 24. Rang ab. Im Mannschaftswettbewerb erreichte sie mit der US-amerikanischen Equipe das Halbfinale, das gegen Russland verloren wurde. Das abschließende Gefecht um Platz drei gegen Italien endete mit 45:30 zugunsten der US-Amerikanerinnen, zu denen neben Wozniak noch Ibtihaj Muhammad, Monica Aksamit und Mariel Zagunis gehörten.
Mozniak schloss ein Biologiestudium an der St. John’s University ab, für die sie auch im Collegesport aktiv war.